# Prislovno določilo časa
Prislovno določilo časa je eden od stavčnih členov, ki izraža čas dejanja.  V stavku ga označujemo s podčrtanjem s poševnimi črticami (,,,,,,,,,,,,,,).
Po prislovnem določilu časa se vprašamo z vprašalnicami kdaj, ob kateri uri, od/do kdaj ali koliko časa. 

### Primer
V soboto gremo na morje.
V zgornjem stavku je prislovno določilo časa v soboto in povedek gremo. Po prislovnem določilu časa se vprašamo: Kdaj gremo na morje?.

Prislovno določilo časa je lahko golo, če je sestavljeno le iz ene polnopomenske besede (npr. v soboto v stavku V soboto gremo na morje.), ali pa je zloženo, če ga sestavljata dve ali več polnopomenskih besed (na primer naslednjo soboto). Zloženo prislovno določilo časa je lahko priredno zloženo, če so vse polnopomenske besede v enakovrednem odnosu (na primer v soboto in nedeljo); pri podredno prislovnem določilu časa (na primer naslednjo soboto) je ena beseda nadrejena drugi - nadrejeno besedo imenujemo jedro, podrejeno pa prilastek. V prejšnjem primeru je soboto jedro prislovnega določila časa, naslednjo pa prilastek. 